# Kultbäumchen von Manching

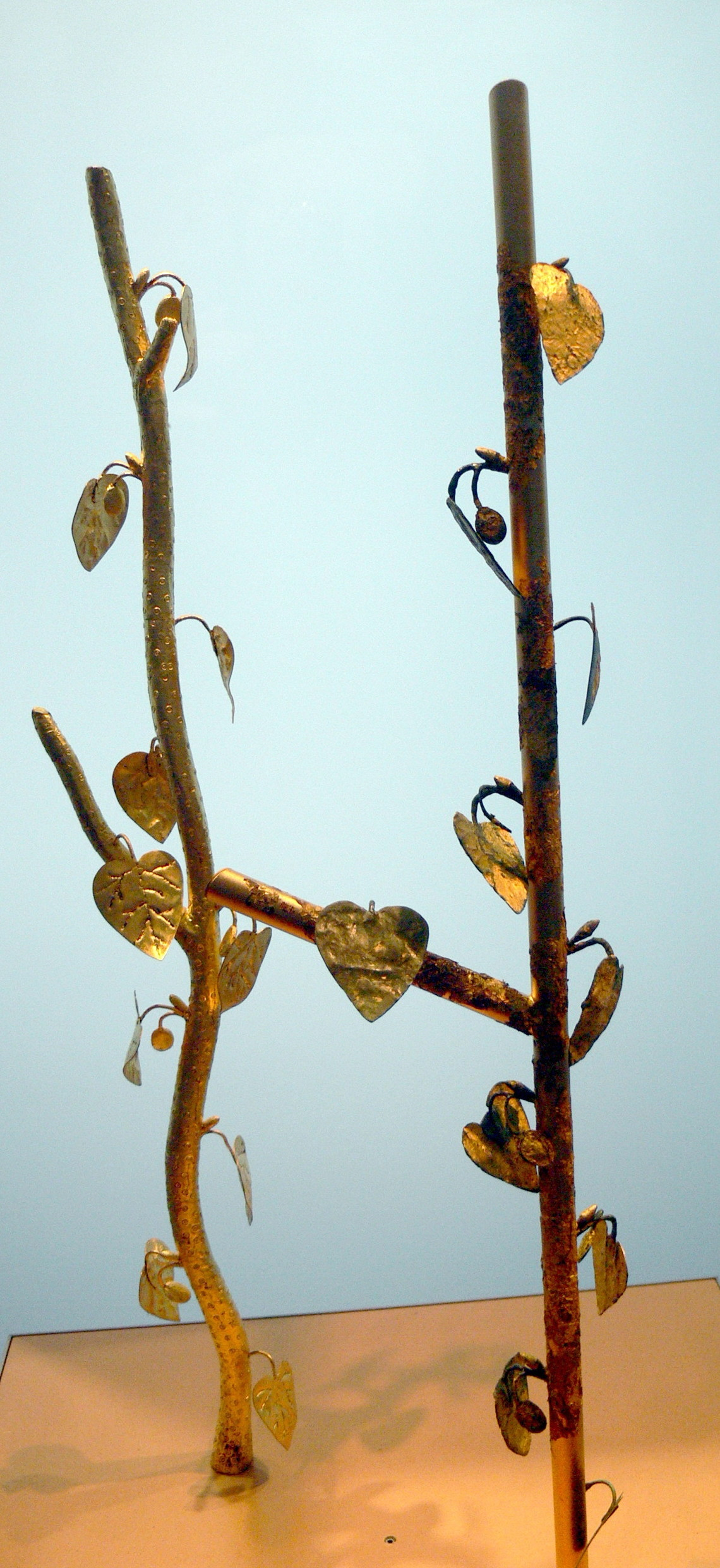
Kultbäumchen von Manching im Kelten-Römer-Museum in Manching. Rechts: originale Reste auf einen modernen Träger montiert; links: Rekonstruktion

Das Kultbäumchen von Manching ist ein im keltischen Oppidum Manching gefundenes archäologisches Objekt aus Gold. Etwas Vergleichbares ist nicht bekannt.

## Beschreibung
Das Goldbäumchen besteht aus einem Stamm und einem abzweigenden Ast. Das Stämmchen trägt Früchte, vielleicht Eicheln, Knospen und Efeublätter. Die Deutung der Blätter als Efeublätter ergibt sich aus ihrer Herzform und der Tatsache, dass sie sehr nah am Stamm angebracht sind. Allerdings wachsen Efeublätter nicht direkt aus dem Stamm der Pflanze, an der sie hochklettern. Ursprünglich hatte das Objekt einen Holzkern, der sich weitgehend zersetzt hatte, weshalb die Art des Holzes nicht mehr bestimmbar war. Der Erhaltungszustand beim Auffinden war insgesamt „desolat“.
Das Bäumchen ist etwa 70 cm hoch und hat einen 16,5 cm langen Ast. Spuren am Objekt deuten darauf hin, dass es auch schon in keltischer Zeit repariert wurde. Der Holzkern war mit Blattgold ummantelt, in das ein Muster aus Kreisaugen geprägt war. Verziert ist der Stamm mit neun herzförmigen Efeublättern, ursprünglich jeweils mit Frucht und Knospe kombiniert, die aber heute nicht mehr alle erhalten sind. Knospen und Stängel bestehen aus Bronze, die Früchte aus Holz. All dies ist ebenfalls vergoldet. Acht der Blätter sind mit angenieteten Stängeln aus Bronze versehen, die in den Stamm eingesteckt waren. Die Fertigungstechnik der Blätter des Bäumchens hat Vorbilder, die  bis zu diesem Fund nur aus Werkstätten im süditalienischen, griechisch-hellenistischen Tarent bekannt waren. Insgesamt weist die Arbeit sowohl hellenistische als auch keltische Stilelemente auf.
Beiliegend war noch eine Bronzescheibe (Durchmesser: 7,5 cm), die mittig ein Eisendorn durchbohrt. Vermutlich ist das Teil eines Gestells, das dem Aufstellen des Bäumchens diente.
Das Bäumchen wird der Mitte des 3. Jahrhunderts v. Chr. und der Latènezeit zugeordnet.

## Fundumstände
Das Objekt kam bei der Grabung unter Ferdinand Maier vor dem Bau der Nordumgehung von Manching am 30. Oktober 1984 in einer sonst fundleeren Grube zu Tage. Als erste Blattgoldteilchen auftauchten, entschlossen sich die Archäologen zu einer Blockbergung, was es ermöglichte, die Freilegung unter kontrollierten Bedingungen in der Restaurierungswerkstatt des Römisch-Germanischen Zentralmuseums (RGZM) in Mainz  durchzuführen.
Dabei wurde festgestellt, dass das Goldbäumchen wahrscheinlich in einem kostbar verzierten, ebenfalls – zumindest teilweise – mit Blattgold dekorierten Kasten aus Holz vergraben wurde, der mindestens 87 × 40 cm maß. Das Holz des Kastens hatte sich weitgehend zersetzt. Aber größere Blattgoldflächen mit der typisch keltischen Dreiwirbel-Zier blieben erhalten. Sie sind Hauptzeugnis dafür, dass es sich um eine keltische Arbeit handelt. Details der Herstellung, wie z. B. dass Wollfett verwendet wurde, um die Goldfolie auf dem Holz zu fixieren, lassen eine heimische Fertigung vermuten.

## Interpretation
Das Bäumchen wird als ein mit Efeu umrankter Eichenspross interpretiert. Eichen spielten nach Plinius dem Älteren in keltischen Naturheiligtümern eine bedeutende Rolle, ebenso wie der immergrüne Efeu in der griechischen und römischen Ikonografie. Bleibt das Problem, dass all diese Assoziationen geografisch vom Fundort des Bäumchens weit entfernt liegen, aus mediterranen Kulturen stammen, meist auch zeitlich hunderte von Jahren von dem Objekt entfernt und zudem sehr selten sind. Auch allgemeine Überlegungen zum „Baumkult“ helfen nicht weiter. Authentische Zeugnisse der Kelten zu ihrer Religion aus dem 3. Jahrhundert v. Chr. gibt es nicht. Die keltische Kultur war schriftlos.
Alle Überlegungen zum ursprünglichen Zweck des Objekts und seiner ursprünglichen Verwendung haben zudem keinen Anhaltspunkt in den Grabungsergebnissen, sind Spekulation, so auch Vermutungen, dass das „Bäumchen in feierlichen Prozessionen als sakrales Gerät mitgeführt wurde“, dass es mit kultischen Handlungen zu tun hatte, die an heilige Haine gebunden waren, oder es „den Charakter eines wichtigen kultischen Requisits“ gehabt habe. Als alternative Deutung wird – ebenso ohne konkreten Anhaltspunkt – ein Liebessymbol genannt. Auch die von Anfang an übliche Bezeichnung als Kultbäumchen ist bereits eine spekulative Interpretation.

## Verbleib

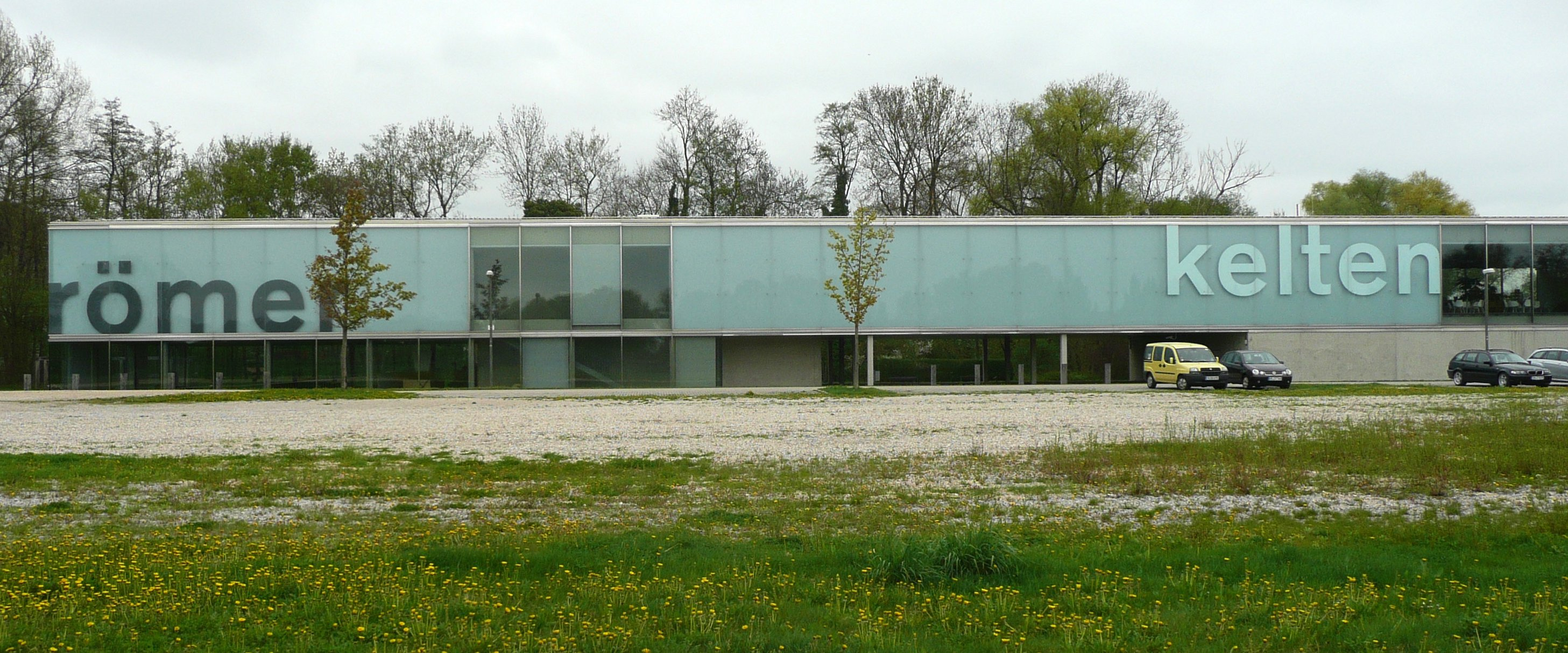
Kelten-Römer-Museum in Manching

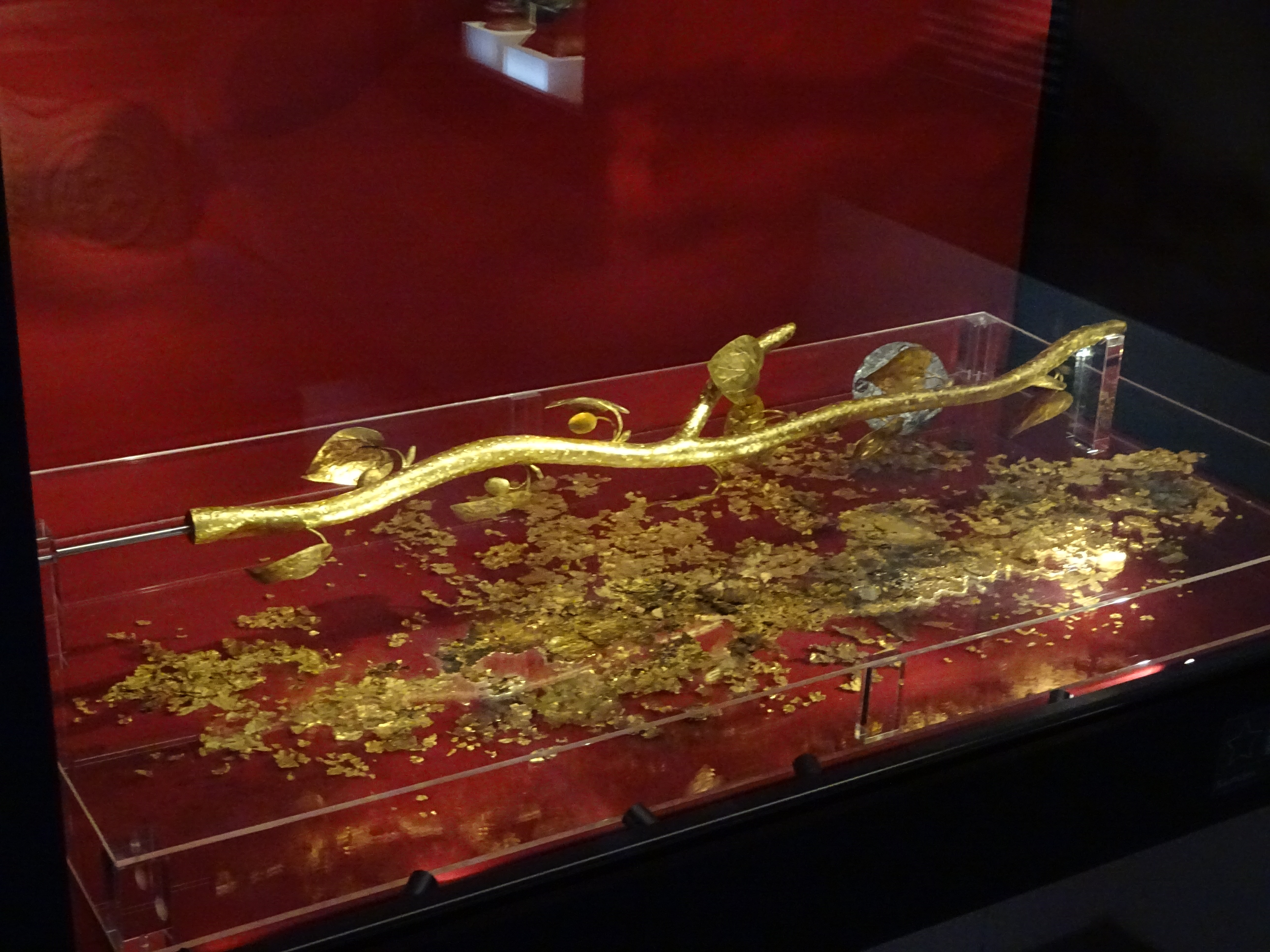
Kopie des Kultbäumchens und originale Bestandteile des Kastens in der Archäologischen Staatssammlung in München

Das Bäumchen gehört zum Bestand der Archäologischen Staatssammlung in München und wurde seit seiner Auffindung zwei Mal restauriert. Es ist im Kelten-Römer-Museum in Manching ausgestellt.